# Aeroportul New Tanegashima
Aeroportul New Tanegashima (IATA: TNE, ICAO: RJFG) este un aeroport din Nakatane⁠(d), Kumage district⁠(d), Prefectura Kagoshima, Japonia ce deservește zona Tanegashima Division, Research Center for Medicinal Plant Resources⁠(d). Aeroportul a fost tranzitat în 2023 de 107.304 pasageri. A fost deschis în 16 martie 2006 și numit după Tanegashima⁠(d).
Situat la o altitudine de 234 m, aeroportul dispune de 1 pistă.

## Infrastructură

### Piste
Aeroportul dispune de o singură pistă. Pista 13/31 are dimensiunile 2.000 m × 45 m. 